# Batalla de la plaza Sé

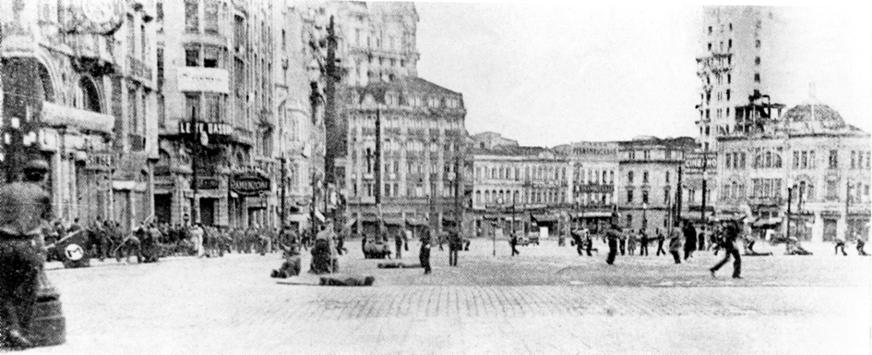
Huida de los integralistas de la Plaza Sé, tras el inicio del conflicto.

La Batalla de la Plaza Sé fue un conflicto entre antifascistas e integristas en el centro de São Paulo el 7 de octubre de 1934. La Asociación Integralista Brasileira (AIB) había programado para ese día un mitin para conmemorar el segundo aniversario del Manifiesto Integralista, y en cuanto se enteraron de esta intención, los antifascistas de la capital paulista se organizaron para impedir que se celebrara el acto. Aunque sin una dirección centralizada, todas las fuerzas de la izquierda paulista participaron en el conflicto, que se saldó con siete muertos -entre ellos un estudiante antifascista, tres integralistas, dos policías y un guardia civil- y una treintena de heridos.
Para la izquierda, este acontecimiento se convirtió en un símbolo de la lucha antifascista y contra los elementos reaccionarios de la política. Combinado con la identificación del cuerpo del joven militante Tobias Warchavski, la Batalla de  la Plaza de Sé detonó una campaña política contra las políticas represivas del gobierno de Getúlio Vargas que se combinó con el sentimiento antifascista, impulsando un movimiento más general contra la "reacción" y apuntando a la formación de un amplio frente progresista, que se materializaría con la formación de la Alianza Nacional Libertadora (ANL).

## Antecedentes
La década de 1930 estuvo marcada por una radicalización política, como resultado de la crisis del liberalismo tras el hundimiento de la Bolsa de Valores de Nueva York en 1929. El ascenso del fascismo y la radicalización de los movimientos comunistas tuvieron reverberaciones en Brasil, en medio del contexto marcado por el funcionamiento de la Asamblea Nacional Constituyente entre 1933 y 1934. La crisis ideológica y política del liberalismo se convirtió en Brasil en una cuestión política no sólo para las élites económicas y políticas, sino también para las clases medias y los trabajadores, que buscaron alternativas al liberalismo en la derecha, con el fascismo, y en la izquierda, con el socialismo y el comunismo. En la práctica, este debate sufrió la competencia del enfrentamiento entre el fascismo y el antifascismo.
Aunque el fascismo y el antifascismo se enfrentaron en el país ya desde la década de 1920, fue con la creación de la Ação Integralista Brasileira (AIB), en 1932, cuando la disputa pasó a formar parte de los temas políticos nacionales. De la misma manera, organizaciones de la izquierda se preocuparon en crear organizaciones para combatir el fascismo, como el Comité Antiguerrero, dirigido por el Partido Comunista de Brasil (PCB), el Comité Antifascista, articulado por los anarquistas en torno a la Federación de Trabajadores de São Paulo (FOSP) y el Frente Único Antifascista (FUA), organizado por los trotskistas de la Liga Comunista (LC) y por los militantes del Partido Socialista Brasileño (PSB) de São Paulo. Así, la AIB y los izquierdistas se disputaban la atención de las masas urbanas y organizaban actos que pretendían superar en magnitud a los de la competencia, saliendo pronto al conflicto.
Los conflictos entre los antifascistas y los integralistas ya se producían desde 1933. Uno de los primeros registros se produjo durante una Conferencia Antiintegralista, organizada por el Centro de Cultura Social (CCS) el 14 de noviembre y a la que asistieron representantes de diversas corrientes políticas de la izquierda, como el socialista Carmelo Crispino, el anarquista Hermínio Marcos y un representante del periódico O Homem Livre. El acto, celebrado en el salón del Sindicato de Clases Obreras, reunió a unas mil personas. En medio de la conferencia aparecieron algunos integristas para tumultuarla, sin embargo, al percatarse de la cantidad de elementos antifascistas que había, se retiraron y comenzaron a buscar refuerzos en las inmediaciones, siendo repelidos por un grupo de trabajadores.
A lo largo del año empezaron a surgir denuncias de agresiones por parte de los integristas a los militantes de izquierdas en diversos puntos del país, por lo que la FUA decidió organizar una contramanifestación para el 15 de diciembre de 1933, fecha en la que la AIB había programado un mitin integrista. El anuncio de la FUA de que habría una contramanifestación hizo que la AIB cancelara la marcha. La concentración de la FUA, sin embargo, tuvo lugar, en la sede de la Lega Lombarda y asistieron unos dos mil participantes, entre ellos militantes del PCB y del Comité Antiguerrero. En este evento, la FUA demostró intenciones de articularse con otras organizaciones antifascistas de otros estados para la formación del Frente Único Nacional Antifascista, además de haber convocado al movimiento obrero paulista para la formación de un frente sindical.
En 1934, el clima político se radicalizó en el país. El 20 de abril, trece días después de iniciada la votación de la Constitución, unos 4.000 integralistas desfilaron por las calles de Río de Janeiro. Aproximadamente un mes después, el 24 de junio, tuvo lugar un desfile integralista en la capital de São Paulo, al que asistieron unas 3.000 personas. Una semana después, el 2 de julio, día festivo en Bahía, cerca de 400 integralistas marcharon en un desfile por las calles de Salvador (Bahía). Por otro lado, el 9 de julio, en Niterói, se celebró la 1ª Conferencia Nacional del PCB, que institucionalizó un nuevo grupo dirigente y marcó una radicalización de la política del partido. El PCB también organizó, el 23 de agosto, el primer evento político de grandes proporciones auspiciado por el Comité Antiguerra, el I Congreso Nacional contra la Guerra Imperialista, la Reacción y el Fascismo. El acto tuvo lugar en el Teatro João Caetano, tras la concentración y el mitin en la plaza Cristiano Ottoni y una marcha de unas 3.000 personas por la calle Marechal Floriano Peixoto y la avenida Passos. El suceso acabó en conflicto con las fuerzas policiales, dejando víctimas mortales.
En octubre, la situación llegó a un punto crítico, con conflictos abiertos entre antifascistas e integralistas. El día 3, fiesta nacional que celebra el aniversario de la Revolución de 1930, se produjo un violento enfrentamiento en Bauru, en el interior de São Paulo. En la ocasión, se había programado una "conferencia doctrinal" a cargo del líder nacional de la AIB, Plínio Salgado, cuya visita había sido pronosticada durante meses por los periódicos locales. El Sindicato de Empleados y Trabajadores del Ferrocarril Noroeste do Brasil programó una asamblea general extraordinaria a las 19 horas, una hora antes de la conferencia integralista. A la misma hora se inició un desfile integralista que partió de la sede local de la asociación, acompañado de tambores y taróis, y que recogió a Plinio Salgado del hotel donde se alojaba, para llevarlo al lugar de la conferencia. Durante el trayecto el desfile fue amonestado por gritos populares de consignas antifascistas. Los ánimos empezaron a caldearse hasta que, en una determinada calle, se produjo un tiroteo que se saldó con un muerto -Nicola Rosica- y cuatro heridos, todos integralistas. Uno de los principales acusados de haber participado en el asalto a los integralistas era un candidato a diputado estatal por la Coalición de Izquierdas. Esta coalición había sido creada en São Paulo por la Coalición de Sindicatos Proletarios, la Liga Comunista Internacional (LCI) y el PSB a finales de agosto.

## Guerra del conflicto

### Convocatoria y preparativos
El 7 de octubre de 1934, los integralistas pretendían celebrar un mitin en la Plaza Sé, en el centro de São Paulo, para conmemorar el segundo aniversario del Manifiesto Integralista. En cuanto se enteraron de esta intención, las fuerzas antifascistas de la capital paulista se organizaron para impedir la celebración del mitin. Hay algunas divergencias entre las fuentes que informan de este acontecimiento; Fulvio Abramo relaciona la contramanifestación directamente con la labor de la FUA; Eduardo Maffei trata de diluir el papel de la FUA y atribuye la convocatoria de esta contramanifestación a la labor del PCB; Mario Pedrosa, por su parte, dice que "ninguna organización o partido puede atribuirse el mérito de haber logrado por sí solo esa formidable movilización de trabajadores".
Todas las organizaciones de izquierda de São Paulo fueron convocadas a participar en la contramanifestación, y cada entidad emitió su comunicado a sus miembros, publicó manifiestos al pueblo e intentó realizar reuniones preparatorias. La primera asamblea para examinar la situación se celebró en el Sindicato de Empleados de Comercio, a la que asistieron 40 militantes. Todos aprobaron la propuesta de celebrar la contramanifestación; acordaron que se celebrara en el mismo lugar y a la misma hora que la anunciada manifestación integralista, con el objetivo de disolver la concentración de la AIB; y, en la medida de lo posible, cada organización trataría de suministrar armas a los contramanifestantes para llevar a cabo sus objetivos. La librería Elo, en la Rua Senador Feijó, la sede de la Legión Cívica 5 de Julio, en la Rua Anita Garibaldi, la sede de la Unión de Trabajadores Gráficos (UTG), en Venceslau Brás, y los sindicatos en el Edificio Santa Helena, fueron utilizados como puntos de apoyo logístico, en los que los militantes antifascistas recibían las armas. Para el día 5 todo el armamento recibido había sido retirado de estos lugares. Se crearon dos comisiones; una civil, para organizar la movilización popular; y otra militar, que elaboraría una estrategia para el conflicto, de la que formaron parte activa João Cabanas, Roberto Sisson y Euclydes Bopp Krebs. Cabanas esbozó un plan estratégico que dividía las fuerzas en tres posiciones principales. El primero iba desde la fachada del edificio Santa Helena hasta la Rua Wenceslau Braz; el segundo se colocaría en el fondo de la plaza, en el tramo que correspondía a la acera y los bordillos entre la salida de la Rua Direita y la Rua Wenceslau Braz, y el tercero, frente al edificio de la Equitativa, entre la Rua Senador Feijó y la Rua Barão de Paranapiacaba. Políticamente, la primera posición sería ocupada por miembros del PSB, la segunda por los comunistas y la tercera por trotskistas y anarquistas.
Otras reuniones se celebraron en la sede de la FOSP. Según Maffei, Joaquim Câmara Ferreira, Hermínio Sacchetta, Arnaldo Pedroso d'Horta, Noé Gertel, Miguel Costa Jr. ], Igyno Ortega, Fernando Cordeiro, Leonor Petrarca, Eduardo Maffei y Eneida de Moraes, del PCB; Marcelino Serrano, Carmelo Crispino, João Cabanas, del PSB; los anarquistas Edgard Leuenroth, Pedro Catalo, Rodolfo Felipe, Oreste Ristori y Gusman Soler; Mário Pedrosa y Fúlvio Abramo de la LCI; así como sindicalistas vinculados a la Coalición de Sindicatos Proletarios, que incluía el Sindicato de Empleados de Comercio y el Sindicato de Sastres. Durante las reuniones, las discusiones entre comunistas y trotskistas eran habituales. Se aconsejó a todos los militantes que se ocuparan de su propia seguridad en los días más cercanos al conflicto, para evitar posibles detenciones o provocaciones que pudieran impedir su participación.

### Confrontación
Por la mañana, los antifascistas iniciaron el movimiento para la contramanifestación en la Plaza de la Sé, mientras que los integralistas se concentraron en las cercanías, ocupando un amplio tramo de la Avenida Brigadeiro Luiz Antônio, desde la Avenida Paulista hasta su cuartel general, ubicado en la intersección de Brigadeiro y Riachuelo, cerca del Largo São Francisco. En la Estación del Norte, cientos de integralistas uniformados desembarcaron desde el interior del estado. Las abundantes informaciones periodísticas sobre la concentración de la AIB para celebrar el segundo aniversario de su creación y la profusión de manifiestos y panfletos de las más variadas asociaciones antifascistas distribuidos por toda la ciudad habían despertado el interés de la población, que a mediodía ya había acudido en masa a la plaza. Para entonces los militantes antifascistas ya habían comenzado a entrar en la plaza, ubicándose en las zonas previamente asignadas a cada grupo.
Poco antes de las 14:00 horas, la policía registró los edificios de la plaza de la Sé. Los diputados Eduardo Louzada da Rocha y Saldanha da Gama entraron en Santa Helena, inspeccionando todas las dependencias del edificio y las sedes de los distintos sindicatos que rodeaban la plaza. Al registrar el local, no encontraron ningún arma. Aun así, ordenaron sellar las puertas de los sindicatos y colocaron una guardia de varios soldados en la puerta del edificio de Santa Helena, prohibiendo la entrada a nadie. Luego cruzaron la plaza y repitieron la operación en el edificio de la Equitativa. Al encontrar cerca a Ruy Fogaça, miembro del PSB, el delegado Saldanha lo detuvo y lo llevó a la comisaría central. Según Fúlvio Abramo,
 Para entonces, cuatrocientos hombres, pertenecientes a los batallones de infantería 1, 2 y 6, a la brigada de bomberos y al regimiento de caballería, ya ocupaban toda la plaza, bajo el mando del coronel Arlindo de Oliveira. La Guardia Civil también estuvo presente con un amplio dispositivo armado con fusiles y ametralladoras. Pronto, todas las calles que conducían a la plaza de la Sé estaban fuertemente vigiladas. En João Mendes, la caballería, con gruesos mosqueteros, vigilaba los pasos que conducían a la Sé. En la Rua Santa Teresa... un contingente de la Guardia Civil llevaba ametralladoras.

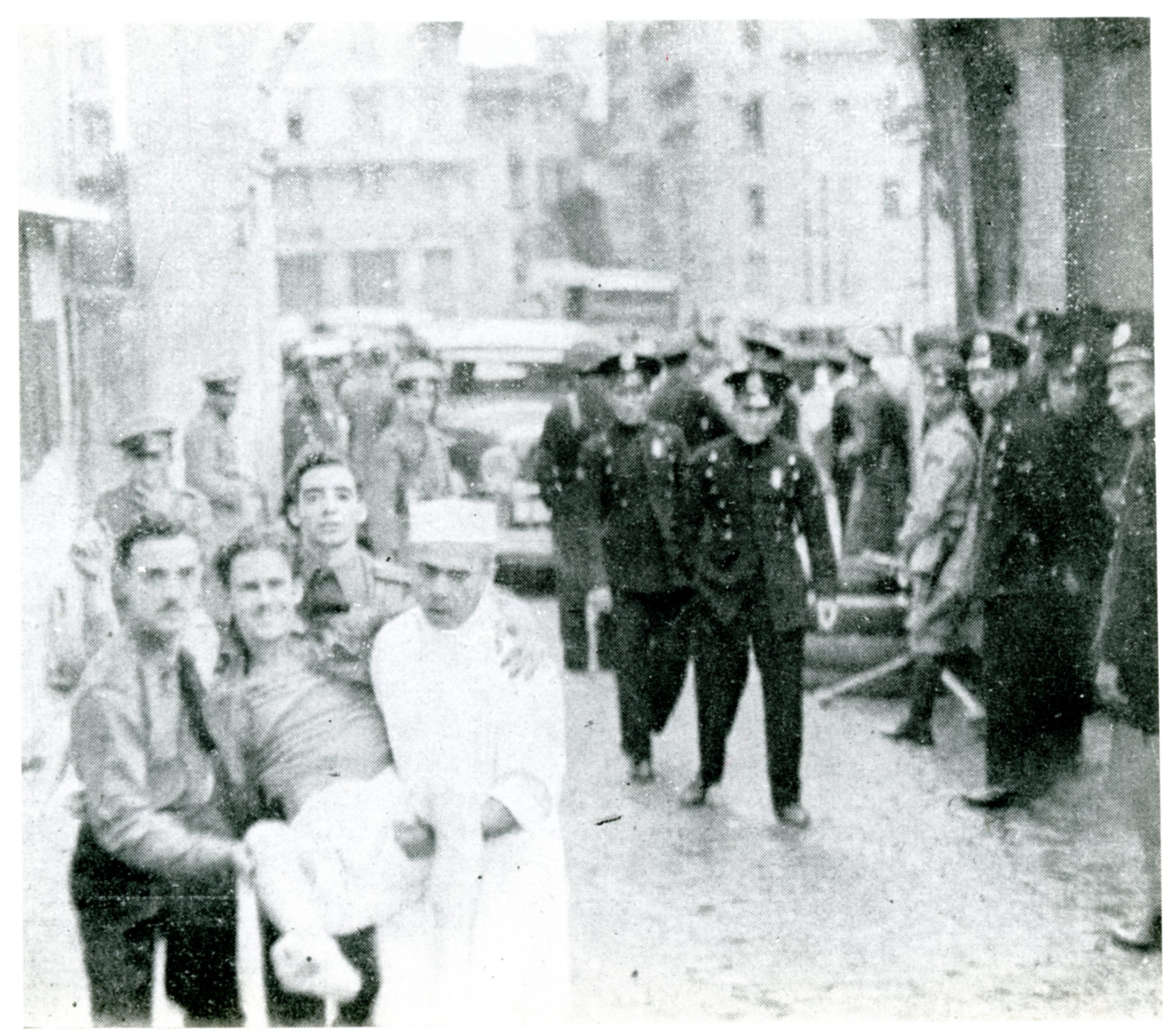
Integralista herido durante el conflicto, llevado por compañeros.

Un gran número de manifestantes antifascistas se encontraban frente al edificio Santa Helena. Muy cerca de los integristas, comenzaron algunas provocaciones, con gritos de "muera el integralismo" y "fuera pollos verdes". Los integralistas no tardaron en reaccionar y se produjo un motín, con bastonazos, patadas, puñetazos y golpes. La policía no tardó en intervenir y se produjeron algunos disparos, provocando el pánico entre los presentes. Unos diez minutos después, los integralistas se reagruparon y el grueso de sus formaciones entró en la plaza y se situó en la escalinata de la Catedral Metropolitana de São Paulo, cantando su himno oficial y dando "anauês". Fue durante la calma que siguió a este primer conflicto cuando la mayoría de los integralistas entraron en la plaza, rodeando la parte trasera de la Catedral, en el Largo João Mendes, y apareciendo en el lateral del edificio de Santa Helena. El ambiente seguía siendo tenso, con los manifestantes antifascistas gritando consignas contra los integristas, mientras éstos cantaban sus himnos. El enfrentamiento estalló tras el disparo de una ametralladora, que alcanzó a tres guardias civiles, matando a uno de ellos y provocando el pánico general. Según el periódico A Plebe, 
Grupos de "camisas verdes" descendieron por las cuestas Porto Geral, Ouvidor, Rua Líbero, buscando refugio detrás de coches y casas. Fueron muchos los que se arrancaron las camisetas y se quedaron en camiseta deportiva, viendo, por la tarde, y por la noche, hordas de chiquillos asustados, que venían del campo pensando que venían a una fiesta.
Se estima que el enfrentamiento terminó con una treintena de heridos y siete muertos; entre ellos, los policías Hernani de Oliveira y José M. Rodrigues Bonfim; los integristas Jaime Guimarães, Caetano Spinelli y Teciano Bessornia; el guardia civil Geraldo Cobra y el estudiante antifascista Décio Pinto de Oliveira. Los heridos fueron trasladados a los hospitales de Santa Casa.
Tras el conflicto, los integristas afirmaron que los antifascistas, escondidos en los balcones de los edificios de Santa Helena, observaron de cerca la manifestación integrista y abrieron fuego en cuanto se concentró un gran número de militantes, disparando incluso a mujeres y niños. Fúlvio Abramo y Edgard Leuenroth desmintieron esta versión, afirmando que los edificios que rodeaban la plaza de la Sé habían sido interceptados por la policía. Sin embargo, João Cabanas había propuesto, en las reuniones preparatorias, la disposición de francotiradores dentro de los edificios que rodeaban la plaza, propuesta que fue rechazada por los demás militantes. Posteriormente, Goffredo da Silva Telles Júnior, que en su juventud participó en la AIB, minimizó el carácter del conflicto, en una entrevista concedida en 1990 a Eugênio Bucci, en la revista Teoría y Debate:
No hubo confrontación. Lo que hubo fue una represión policial de una manifestación de trabajadores y estudiantes. Era una tristeza. Los trabajadores murieron. Una bala de la policía alcanzó a Mário Pedrosa... Lo he visto todo. Yo era estudiante de derecho. Tenía diecinueve años en ese momento... La manifestación fue de trabajadores y estudiantes. En aquella época, nadie llevaba armas...

## Consecuencias
La Batalla de la Plaza Sé tuvo una repercusión positiva entre el movimiento antifascista brasileño, especialmente en el Distrito Federal y, combinada con la identificación del cuerpo del joven militante Tobías Warchavski, detonó una campaña política contra la política represiva del gobierno de Vargas que se combinó con el sentimiento antifascista, impulsando un movimiento más general contra la "reacción" y apuntando a la formación de un amplio frente progresista, que fructificaría con la formación de la Alianza de Liberación Nacional, (ANL). Sin embargo, tras el conflicto, la policía detuvo a varios militantes de izquierdas. La sede de la FOSP fue asaltada y precintada por las autoridades. Los anarquistas, posteriormente, trataron de reorganizar la FOSP y buscaron la forma de ayudar a los militantes encarcelados como consecuencia de la lucha antifascista, creando incluso el Comité de Presos Sociales, que realizó algunas actividades festivas destinadas a recaudar fondos para ayudar a los compañeros encarcelados y a sus familias.
En Río de Janeiro, todavía el 7 de octubre, se lanzó el primer número del periódico Jornal do Povo, editado por Aparício Torelly y vinculado al PCB. Durante la semana siguiente al conflicto, el periódico dedicó varios artículos al episodio paulista, intentando describir el suceso de forma satírica y burlándose de los integralistas. Uno de sus titulares de la semana siguiente al suceso era "Un integralista no corre, vuela", seguido de un texto debajo de una imagen del conflicto: "La estampida integralista, como se puede ver, estaba en el más perfecto desorden. Se puede ver a la izquierda una gallina verde escondida detrás de un poste, y en el centro varias en cuclillas. La retirada de los 10 mil... ¡Sálvese quien pueda! Y los integristas, que gustan de las frases altisonantes, repitieron en ese momento, acompañados del castañazo de sus dientes: "¡Muera mi padre que es mayor!".